# Benoît Paillaugue

a Compétitions nationales et continentales officielles uniquement.

Dernière mise à jour le 30 mai 2023.
Benoît Paillaugue, né le 17 novembre 1987 à La Rochelle, est un joueur de rugby à XV français. Il évolue au poste de demi de mêlée et plus occasionnellement demi d'ouverture au sein de l'effectif du Montpellier HR.
Il devient champion de France avec Montpellier en 2022 et remporte également trois fois le Challenge Européen en 2016 et 2021 avec le club héraultais puis en 2023 avec le RC Toulon. 

## Biographie
Natif de La Rochelle, Benoît Paillaugue commence le rugby en Charente Maritime, et joue en Crabos pour le Stade rochelais, le grand club régional.
Il intègre ensuite le centre de formation du Stade français, en tant qu'Espoir pendant trois ans. Il ne joue en tout et pour tout que 60 minutes sous les couleurs parisiennes en Top 14, lors de la saison 2007-2008. 
En manque de temps de jeu, il rejoint en 2009 le club du FC Auch Gers, en Pro D2. 

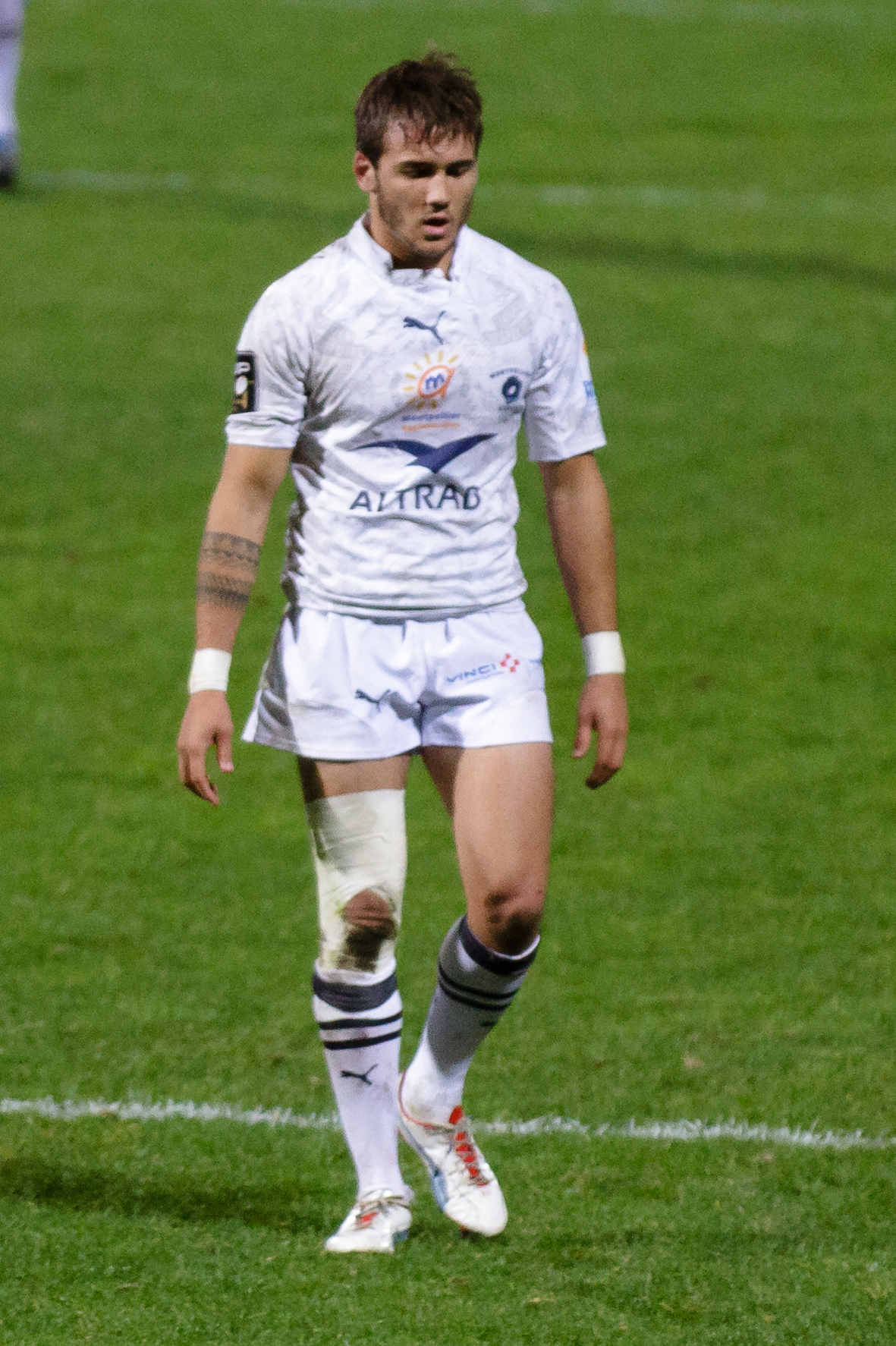
Benoît Paillaugue portant le maillot du Montpellier Hérault rugby

Cependant, Benoît Paillaugue n'y joue que six mois puisqu’il rejoint l’effectif du MHR lors de la trêve hivernale en compagnie de Masi Matadigo.
En novembre 2014, il est sélectionné dans l'équipe des Barbarians français pour affronter la Namibie au Stade Mayol de Toulon.
Durant la saison 2021-2022, son club termine à la deuxième place de la phase régulière et se qualifie donc pour les phases finales. Lors de la demi-finale, il est titulaire au poste de demi de mêlée et bat l'Union Bordeaux Bègles, se qualifiant ainsi pour la finale. Le 24 juin 2022, il est de nouveau titulaire lors de la finale du Top 14 et affronte victorieusement le Castres olympique (victoire 29 à 10). Durant ce match il est l'un des buteurs de son équipe et marque notamment deux pénalités, soit six points. Il remporte ainsi son troisième titre avec le club héraultais, après les Challenge européen en 2016 et 2021. Cette saison 2021-2022, il joue huit matchs toutes compétitions confondues et marque 36 points.
Cadre du MHR, il rejoint le RC Toulon pour deux ans à l'issue de la saison 2021-2022. Il quitte finalement le club à l'issue de la première année pour revenir au MHR en tant qu'entraîneur des skills. En 2024, il est promu entraîneur de l'attaque dans un nouvel encadrement composé d'anciens joueurs du MHR, notamment avec ses anciens coéquipiers Joan Caudullo, Geoffrey Doumayrou et Antoine Battut.

## Palmarès

### En club
Montpellier HR
- Finaliste du Championnat de France en 2011 et 2018.
- Vainqueur du Challenge européen en 2016 et 2021.
- Vainqueur du Championnat de France en 2022.

 RC Toulon
- Vainqueur de la Challenge Cup en 2023.

### Distinctions personnelles
- Meilleur réalisateur du Challenge européen en 2021 (42 points)